# Muzeum Ziemi Koszyckiej
Muzeum Ziemi Koszyckiej im. Stanisława Boducha – muzeum znajdujące się w Koszycach, województwie małopolskim przy ulicy Wspólnej 11.
Muzeum bierze początek od zrujnowanej podczas II wojny światowej synagodze w Koszycach. Ruiny zostały w 2004 roku kupione, a następnie wyremontowane przez polonijnego bisnesmena z Chicago, Stanisława Boducha. Od 2007 roku budynkiem zajmuje się zarząd Koszyc.

## Historia powstania
Pomysł zakupu, renowacji i ochrony tego budynku zrodził się w czasie rozmowy Stanisława Boducha i wójta gminy koszyckiej Stanisława Rybaka. Jak obaj wspominali, po zaakceptowaniu wszystkich warunków rozpoczęła się ciężka praca – oprócz obudowy samego budynku, należało zadbać o zabezpieczenie okolicy. Płynąca w pobliżu rzeczka Goczałka została wyregulowana na odcinku prawie 200 metrów, zbudowano także kanał podziemny i postawiono pięć mostów.

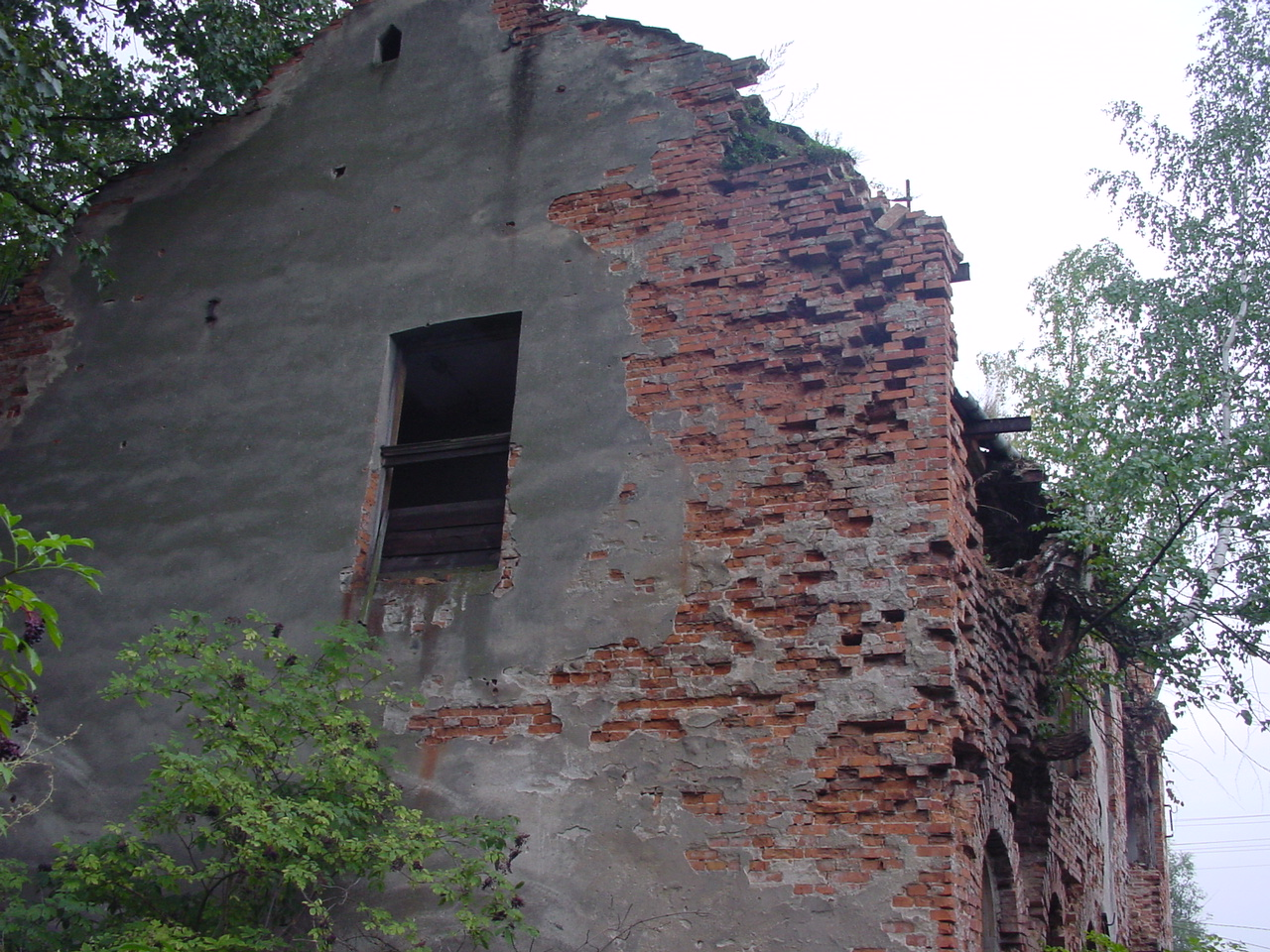
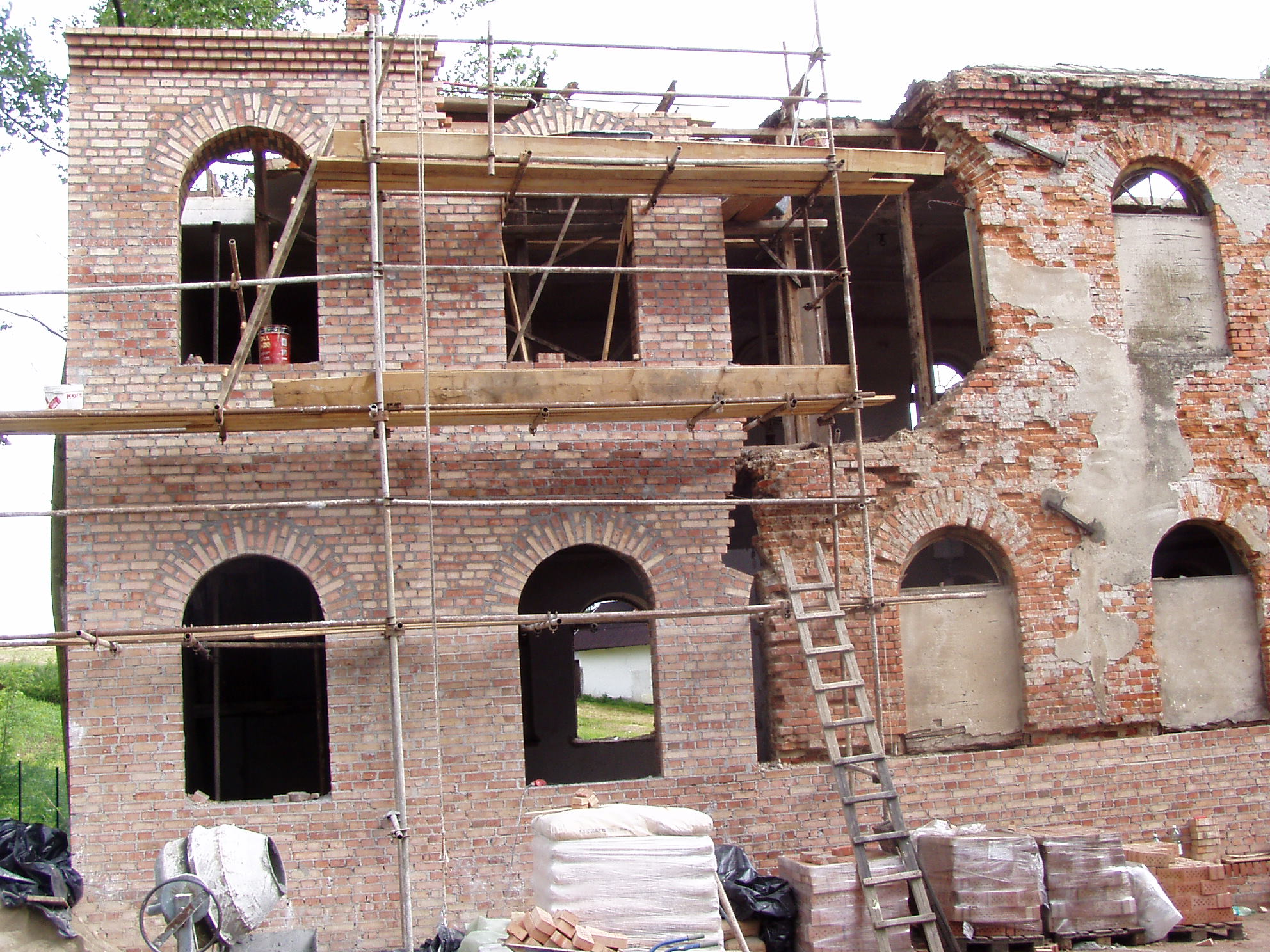
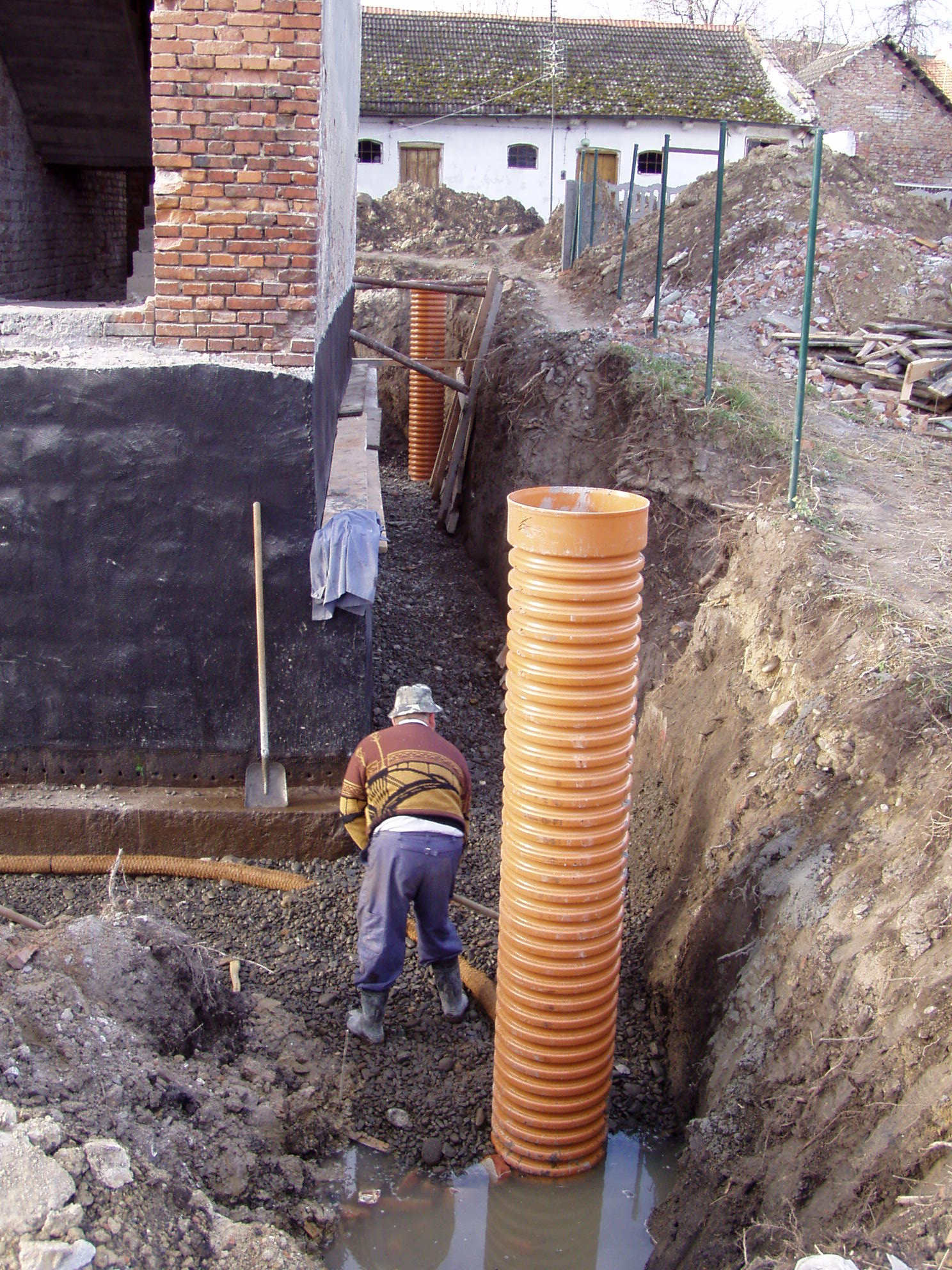
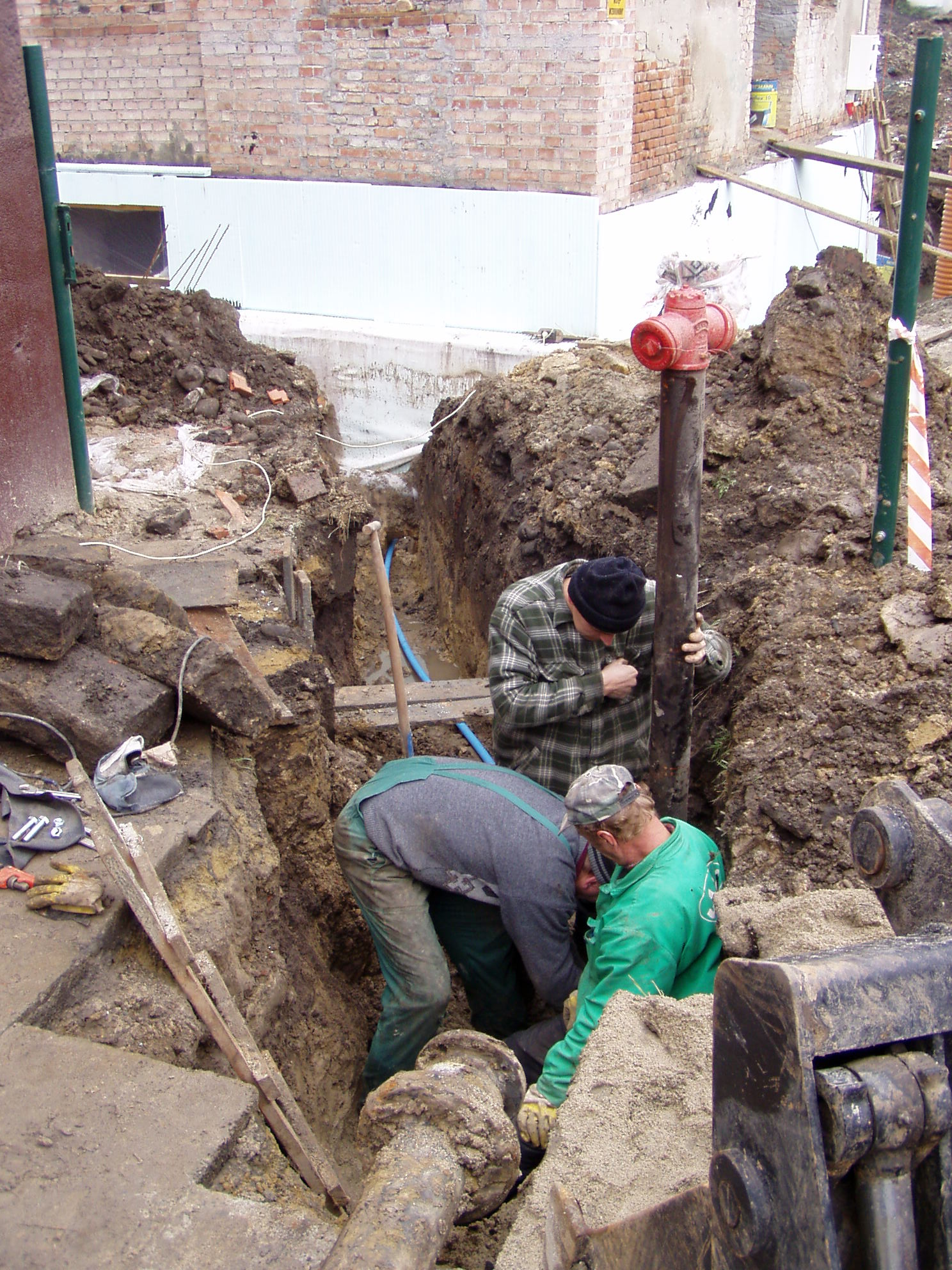

Marszałek Województwa małopolskiego w swoim przemówieniu podkreślił, że na 186 gmin w województwie małopolskim tylko 16 gmin posiada własne muzeum.
Sam pomysłodawca i fundator muzeum mówił, że pragnął dokonać tego dzieła dla swoich dzieci i dzieci innych emigrantów, którzy z różnorodnych przyczyn musieli opuścić kraj. Takie miejsca będą przez wiele lat podkreślać piękno Polski i dobre serca Polaków, będą wiązać ze sobą pokolenia i będą dla nich powodem do dumy.

## Otwarcie muzeum
Na uroczystość otwarcia muzeum 26 maja 2007 roku zaproszeni zostali m.in. ojciec prof. Andrzej Napiórkowski (przeor klasztoru na Skałce w Krakowie), ks. biskup Kazimierz Gurda, posłowie na sejm RP Andrzej Pałys i Wiesław Woda, dyr. Muzeum Narodowego w Krakowie Zofia Gołubiew, dyr. Muzeum Archeologicznego w Krakowie Jacek Rydzewski, senator Bogdan Podgórski, przedstawiciel Urzędu Województwa małopolskiego Wojciech Kozak, liczni przedstawiciele władz gminnych, samorządów lokalnych i mieszkańcy. Obecny był również główny bohater uroczystości Stanisław Boduch wraz z małżonką Heleną i synem Davidem.
Otwarcie rozpoczęło przecięcie wstęgi przez Stanisława Boducha i Stanisława Rybaka oraz udzielenie błogosławieństwa przez biskupa Kazimierza Gurdę. Po podpisaniu dokumentów przekazujących budynek gminie, głos zabrali goście. Wielu z nich zwracało uwagę na niematerialny wymiar przedsięwzięcia. Odczytano również list gratulacyjny od Prezydenta RP Lecha Kaczyńskiego. Oficjalną część i przemówienia uświetnił Chór Wyższego Seminarium Duchownego OO. Paulinów z Krakowa.

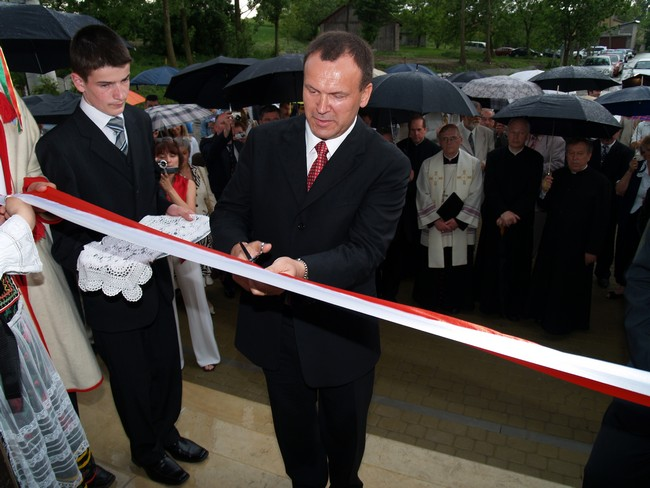
Przecięcie wstęgi
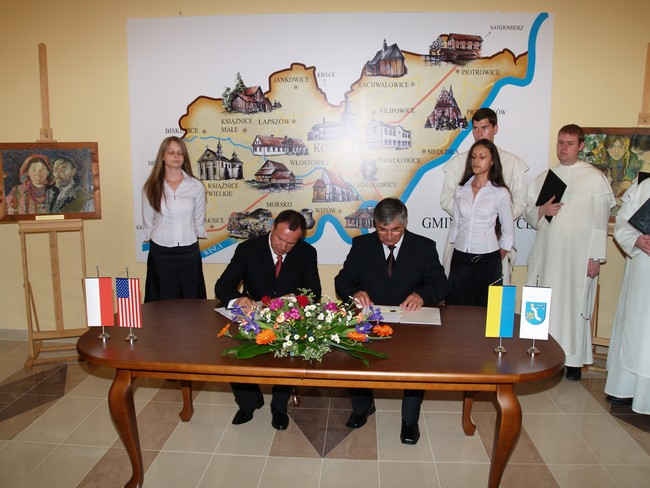
Przekazanie Muzeum
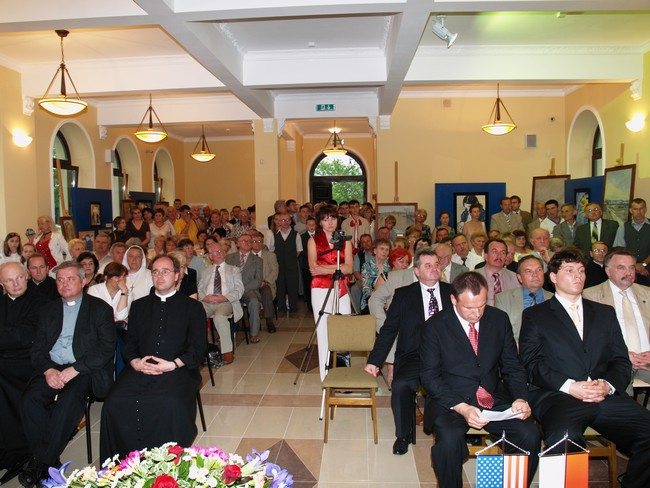
Przybyli goście
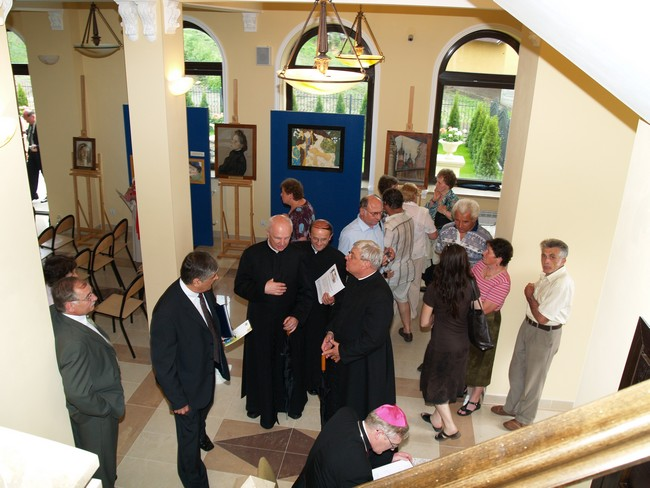
Pierwsi zwiedzający

## Eksponaty

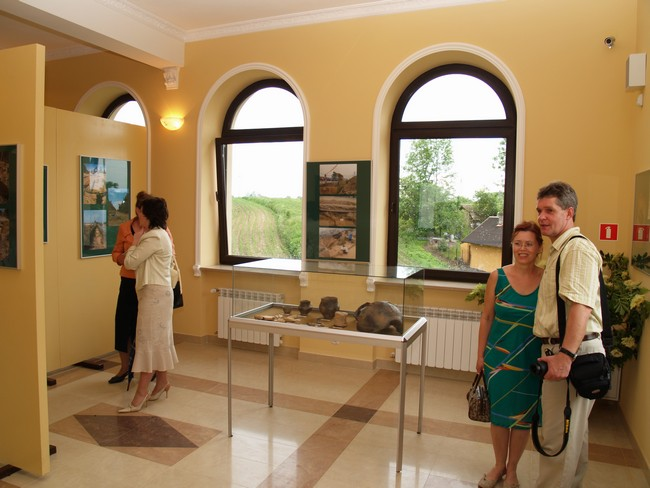
Fragment ekspozycji

W muzeum ustawiono już wystawę reprodukcji prac Stanisława Wyspiańskiego oraz eksponaty pochodzące z wykopalisk archeologicznych w regionie. Życie mieszkańców gminy Koszyc pokazują przedmioty codziennego użytku sprzed kilkudziesięciu lat (jak maszyna do szycia Singer), meble, ręcznie wykonane ozdoby, ludowe obrazy, etc. Ponadto w Muzeum znajduje się ekspozycja siedemnastowiecznych, haftowanych ornatów mszalnych.